# Albania (Colômbia)

Localização da cidade de Albania no departamento de Caquetá.

Albania é um município da Colômbia localizada no departamento de Caquetá.